# Messier 53
Messier 53 (còn gọi là M53, hay NGC 5024) là cụm sao cầu trong chòm sao Hậu Phát. Johann Elert Bode phát hiện ra nó vào năm 1775. M53 là một trong những cụm sao nằm ngoài cùng thiên hà, cách tâm Ngân Hà khoảng 60.000 năm ánh sáng, và cách hệ Mặt Trời khoảng 58.000 năm ánh sáng.